# Canton de la minorité evenki d'Aulunguya
Le canton de la minorité Evenki d'Aulunguya (chinois : 敖鲁古雅鄂温克族乡) est un bourg-canton (乡镇) situé sur le territoire de la ville-district de Genhe, ville-préfecture de Hulunbuir, au Nord-Est de la Mongolie-Intérieure, en République populaire de Chine. Il est principalement fait de forêts de boulots et collines, et occupé par des Evenks (ou Evenkis).
La région est principalement composée de forêts d'arbres résineux et de bouleaux. Les Evenks utilisent les résineux pour le feu tirent du boulot la sève pour la boire, et en utilisent l'écorce pour faire différents objets et outils. C'est une de leurs principales ressources naturelles avec la viande, peau et bois de rennes.[réf. nécessaire]

## Galerie

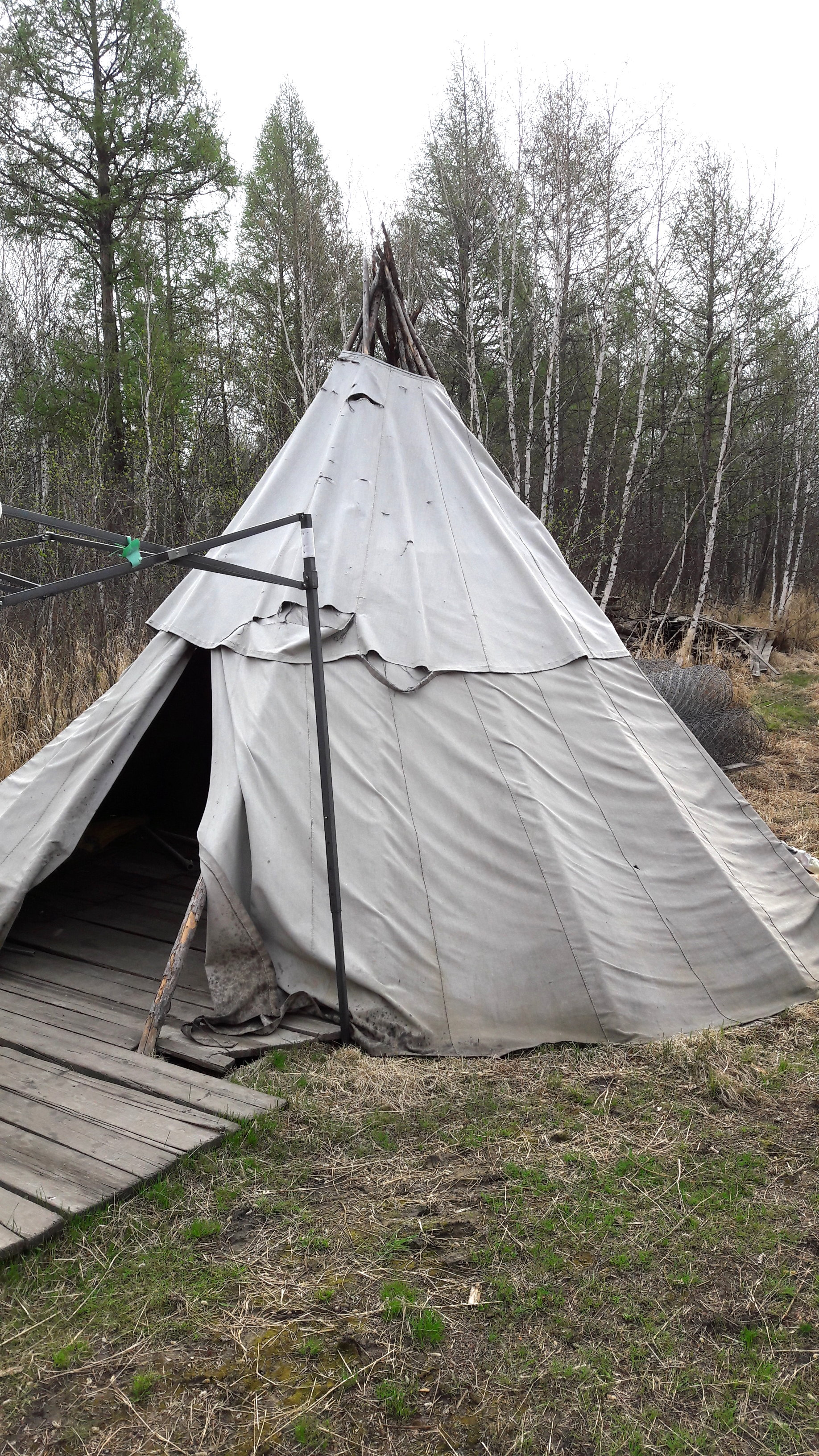
Tchoum evenk
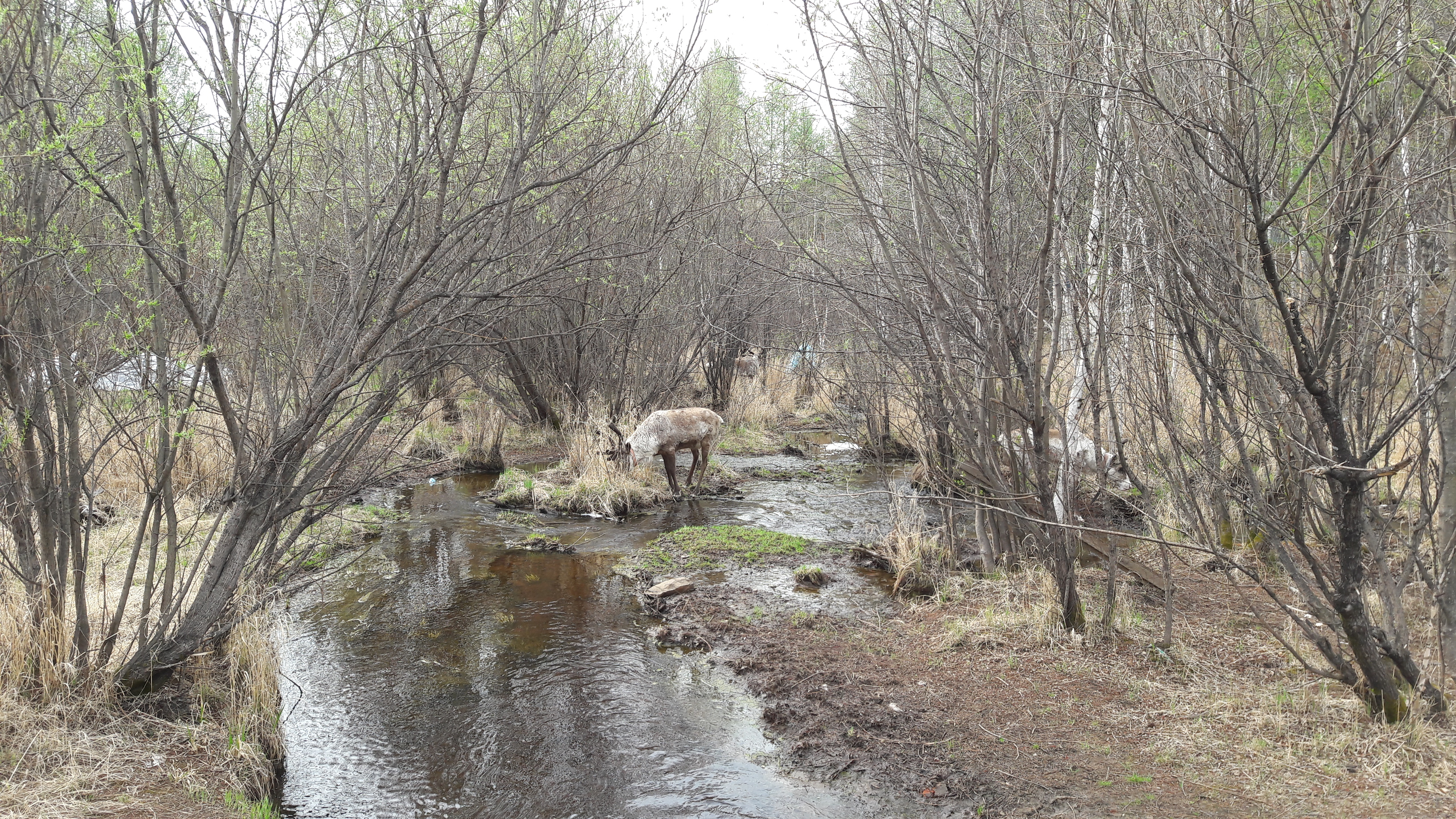
Rennes en semi-liberté
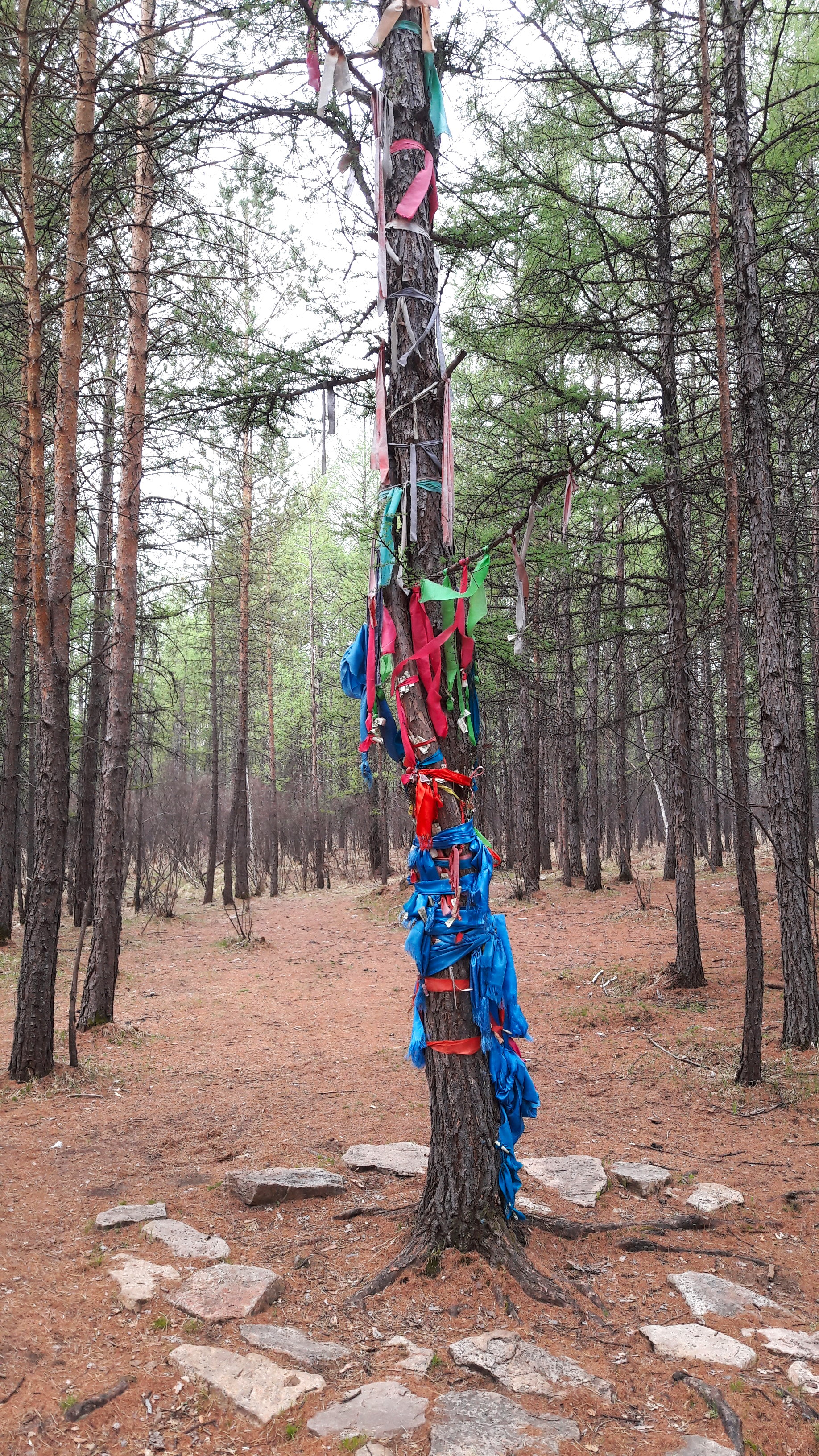
Arbre esprit des Evenks.